# Missing Noir M
Missing Noir M (en hangul, 실종느와르 M; romanización revisada, Siljongneuwaleu M) también conocida en español como Unidad Especial de Personas Desaparecidas, es una serie de televisión surcoreana de acción emitida durante 2015 y protagonizada por Kim Kang Woo y Park Hee-soon. Fue emitida en su país de origen por OCN desde el 28 de marzo hasta el 30 de mayo de 2015, con una longitud de 10 episodios emitidos los sábados a las 23:00 (KST).

## Argumento
Gil Soo Hyun es un genio que entró en la Universidad de Harvard a los diez años y se graduó con doctorado en grados de matemáticas, física y filosofía. Después de trabajar para el FBI durante una década, decide misteriosamente a regresar a Corea, donde se le asigna llevar un grupo de trabajo en una unidad especial de desaparecidos que va tras el 1% de los casos más difíciles sin resolver.
Se ve obligado a convertirse en socios junto a Oh Dae Young, un veterano detective tenaz con veinte años de experiencia y fuerte sentido de la justicia. Mientras que Soo Hyun es excesivamente analítico, Dae Young va con su instinto y sus diferentes enfoques provoca antagonismo.

## Reparto

### Principal
- Kim Kang Woo como Gil Soo Hyun.
- Park Hee-soon como el detective Oh Dae-young.
- Jo Bo Ah como Jin Seo Joon.
- Kim Kyu-chul como Park Jung-do
- Park So Hyun como Kang Joo Young.

### Secundario
- Yoo Jung Ho.
- Jo Sun Joo.
- Im Jae Min.
- Park Gun Rak.
- Yoo Soon Chul.
- Lee Seok Gu.
- Sung In Ja.
- Gong Ho Seok.
- Jang Joon Ho.
- Ji Sung Geun.
- Han Seo Jin como Lee So Yoon.

### Otros
Apariciones especiales
- Kang Ha Neul como Lee Jung Soo (ep. 1-2).[5]
- Go Bo-gyeol como Kang Soon Young (ep. 1-2).[6]
- Jung Woo Sik como Kang Min Chul / Joseph Joo (ep. 2).
- Ryu Tae Ho como Kim Seok Gyu (ep. 2).
- Lee Seung Hyung como Kim Seok Jin (ep. 2).
- Park Hae-joon como Ha Tae-jo (ep. 3-4).
- Son Jong Hak como Ryu Jung Gook (ep. 3-4).
- Jang Gwang como Nam Suk-tae (ep. 5).
- Kim Byung-chul como Kang Yoon-goo (ep. #6).
- Choi Byung-mo como Kim Young-geun (ep. 7).
- L.Joe como Yang Jeong-ho (ep. 7).
- Dean Dawson (ep. 10).

## Banda sonora
La banda sonora fue lanzada el 19 de abril de 2015, bajo el sello CJ E&M.
| Track listing |                                        |                      |          |  |
| N.º           | Título                                 | Artista              | Duración |  |
| 1.            | «자각몽» (Lucid Dream; Tema Principal) | Kim Yoon Ah y Olltii | 3:47     |  |
| 2.            | «자각몽» (Lucid Dram; Instrumental)    | Kim Yoon Ah y Olltii | 3:47     |  |